# Widerspruchstheorie
Widerspruchstheorie ist die westliche Bezeichnung für ein von Mao Zedong (1893–1976) entwickeltes Schema, welches zur Vereinfachung der materialistischen Dialektik für die politische Praxis dient.
Es basiert auf Georg Hegels (1770–1831) These des Widerspruchs, welche davon ausgeht, dass zu jedem Sachverhalt auch ein Widerspruch (d. h. ein zu diesem gegensätzlicher Sachverhalt) besteht. Dadurch besteht eine Konvergenz zu dem Modell des Yin und Yang der klassischen chinesischen Philosophie, wobei gerade ebendiese Parallele für Maos Denkweise prägend war.
In der Widerspruchstheorie wird der Begriff Widerspruch jedoch abweichend auch als Synonym für einen Prozess, bzw. den dialektischen Dreischritt These → Antithese → Synthese, verwendet. Dadurch ist Maos Artikel Über den Widerspruch, in welchem er die Widerspruchstheorie erstmals darlegt, ohne dieses Vorwissen kaum nachvollziehbar.

## Entwicklung

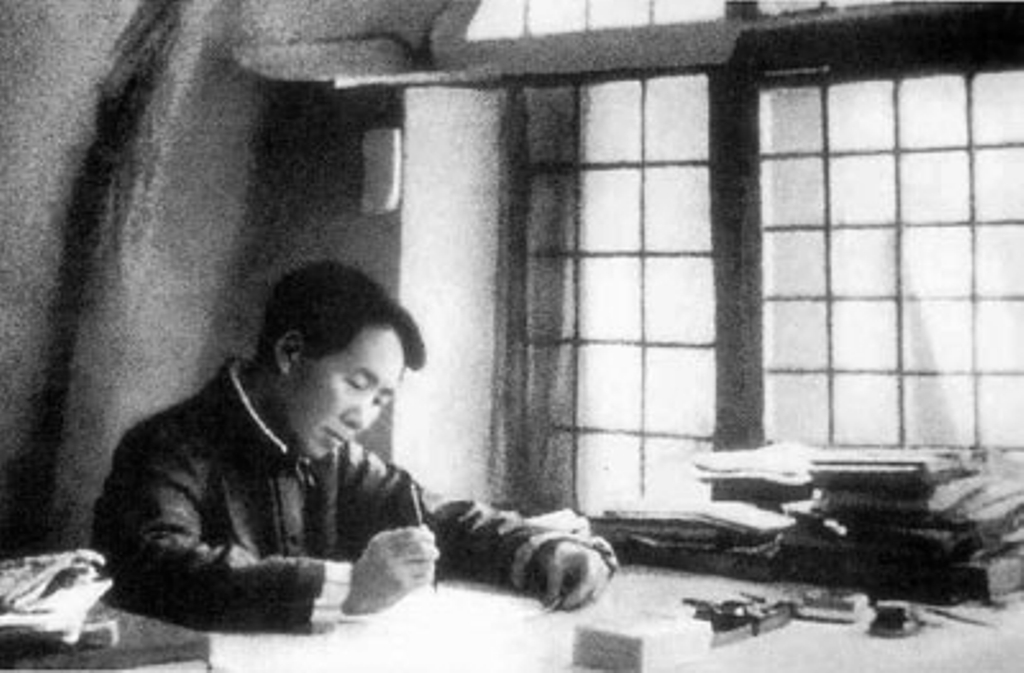
Mao Zedong in seinem Studierzimmer in Yan’an

Máo Zédōng wurde als Folge des langen Marsches zum politischen Kopf der KPCh. Die Partei konnte 1936 erfolgreich einen Stützpunkt in Yan’an errichten und die Kontrolle über den nördlichen Teil der Provinz Shaanxi übernehmen.
Die Niederlagen durch das Shanghai-Massaker und im Nanchang-Aufstand gegen Chiang Kai-shek zeigten deutlich, dass es unmöglich war, die Programmatik der KPdSU gleichsam einer Schablone in China anwenden zu wollen. Dies und der Bruch zwischen den Kommunisten und der Kuomintang führten zur Reorganisierung der KPCh und zur Entwicklung einer eigenständigen, den chinesischen Verhältnissen angepassten Ideologie: dem Maoismus.
Die Widerspruchstheorie nimmt dabei als Konkretisierung der materialistischen Dialektik die Stellung der philosophischen Grundlage des Maoismus ein. Obgleich die KPCh sich unter Deng Xiaoping nochmals programmatisch neu ausrichtete, behält sie Mao Zedongs Methode der Dialektik in der Funktion als Erkenntnistheorie bis heute bei.
Aus diesem Grunde wird seitens der Politikwissenschaft empfohlen, sich zum Verständnis der innenpolitischen Verhältnisse der Volksrepublik China mit der Widerspruchtheorie, sowie Mao Zedongs Artikeln Über den Widerspruch und Über die Praxis zu befassen.

## Dialektik bei Mao
| These                                                                     | Antithese                                                                           |
| ------------------------------------------------------------------------- | ----------------------------------------------------------------------------------- |
| männlich warm Materie Expansion Sozialistisch Bewegung Arm Aktiv Handwerk | weiblich kalt Antimaterie Kontraktion Konservativ Stillstand Reich Passiv Industrie |

Máo betrachtet den Widerspruch gleichbedeutend mit Polarität, Relation und Eigenschaft. Zu jedem Sachverhalt besteht auch ein Widerspruch d. h. ein zu diesem gegensätzlicher Sachverhalt. Diese zwei Sachverhalte gelten als These und Antithese, welche jeweils in einem Prozess aufeinander einwirken.
Wie bei Marx und Engels, ist auch bei Mao die Dialektik mit dem Materialismus verknüpft. Seine Weltanschauung ist rein atheistisch und deterministisch: In die Funktion von These und Antithese sind jeweils ausschließlich wissenschaftliche Sachverhalte zu setzen. Das Weltall ist die Summe von deterministisch ablaufenden Bewegungsprozessen der Materie, wobei jede Einmischung eines höheren Wesens ausgeschlossen wird.
Er erweitert die marxistische Dialektik um die Begriffe:
- 阶段, jiēduàn – Etappe
- 根本矛盾, gēnběn máodùn – Grundwiderspruch
- 主要矛盾, zhǔyào máodùn – primärer Widerspruch
- 次要矛盾, cìyào máodùn – sekundärer Widerspruch
- 次要矛主, cìyào máochan – tertiärer Widerspruch

### 阶段 / Etappe
Ein Prozess, das heißt der dialektische Dreischnitt These → Antithese → Synthese, verlaufen im Rahmen eines bestimmten Zeitfensters. Dieses Zeitfenster kann logischerweise eine beliebige Größe haben – zum Beispiel politische Prozesse können Jahre, Jahrzehnte oder auch nur wenige Stunden dauern.
Mao teilt diese Zeitfenster auf und bezeichnet die jeweiligen Teilstücke als Etappe. Zwar können die Etappen chronologisch beliebig aufgefasst werden, jedoch ordnet er die Etappen nach dem Voranschreiten des Prozesses. Betrachtet man zum Beispiel den Entwicklungsprozess eines Samens zu einer Pflanze, so ist das Stadium als Keimling lediglich eine Etappe des gesamten Prozesses.

### 根本矛盾 / Grundwiderspruch
Als Grundwiderspruch bezeichnet Mao die Ursache, oder den Auslöser einer Kausalkette. Daher nimmt der Grundwiderspruch eine dominante Stellung ein, wobei sich jedoch die Prozesse innerhalb der Kausalkette als auch unterschiedliche Etappen eines einzelnen Prozesses qualitativ unterscheiden. Er beschreibt dies wie folgt:

„Der Grundwiderspruch im Entwicklungsprozeß eines Dinges und das durch diesen Grundwiderspruch bedingte Wesen des Prozesses verschwinden nicht, solange der Prozess nicht abgeschlossen ist; doch weisen die Umstände in den einzelnen Etappen dieses langen Entwicklungsprozesses oft Unterschiede auf. Das ergibt sich daraus, daß der Grundwiderspruch im Entwicklungsprozess des betreffenden Dinges, obgleich sich sein Charakter und das Wesen dieses Prozesses nicht ändern, in den einzelnen Entwicklungsetappen des langen Prozesses immer schärfere Formen annimmt. Mehr noch, unter den größeren und kleineren Widersprüchen, die durch den Grundwiderspruch bedingt sind oder sich unter seinem Einfluss befinden, verschärfen sich die einen, während andere zeitweilig oder teilweise gelöst oder gemildert werden und wieder andere, neue Widersprüche entstehen. Daher tritt ja der Prozess etappenweise in Erscheinung. Wer auf die Etappen des Entwicklungsprozesses eines Dinges nicht achtet, ist nicht imstande, die dem Ding innewohnenden Widersprüche in angemessener Weise zu behandeln.“

### 主要矛盾 / Primärer Widerspruch und 次要矛盾/ Sekundärer Widerspruch
In der Widerspruchstheorie wird der Begriff Widerspruch als Synonym für einen Prozess, bzw. den dialektischen Dreischnitt These → Antithese → Synthese, verwendet. Als primären Widerspruch versteht Máo daher einen Prozess, von dem andere Prozesse abhängen. Diese abhängigen Prozesse werden als sekundäre Widersprüche bezeichnet.
Mao schildert dieses Verhältnis auch dadurch, dass er den primären Widerspruch auch als Verbindung sekundärer Widersprüche (chin. 次要矛盾方面, cìyào máodùn fāngmiàn) bezeichnet.
Beispiel

„In einer Dampfmaschine läuft ein Prozess ab, durch welchen eine mechanische Bewegung erzeugt wird. Diese mechanische Bewegung wird mit Hilfe von Wellen auf fünf Webstühle übertragen, wodurch deren Arbeitsprozess ausgelöst wird. Dabei nimmt der Arbeitsprozess der Dampfmaschine die Stellung des primären Widerspruches, die Arbeitsprozesse der fünf Webstühle die Stellung von sekundären Widersprüchen ein.“

„Fällt einer der Webstühle wegen eines Defektes aus, bleiben die übrigen Prozesse davon unberührt. Wenn jedoch die Dampfmaschine ausfällt, kommen alle sechs aktiven Prozesse zum Erliegen.“

### Anwendung

Kausalkette

Für den Maoismus ist die Verbindung der materialistischen Dialektik mit dem Pragmatismus sowie Elementen der klassischen chinesischen Philosophie kennzeichnend.
Mao Zedong ist stark durch Sunzis Lehrsatz

„Der General, der eine Schlacht gewinnt, stellt vor dem Kampf im Geiste viele Berechnungen an. Der General, der verliert, stellt vorher kaum Berechnungen an. So führen viele Berechnungen zum Sieg und wenig Berechnungen zur Niederlage – überhaupt keine erst recht! Indem ich diesem Punkt Aufmerksamkeit widme, kann ich voraussagen, wer siegen oder unterliegen wird.“

geprägt.
Die Widerspruchstheorie dient in der Anwendung zur Strukturierung von Prozessen und Ereignissen durch die Einordnung in eine Kausalkette. Mit Hilfe dieser Strukturierung soll der Anwender die Erkenntnisse über den bisherigen und den zu erwartenden weiteren Verlauf der Kausalkette nutzen können, um sachgemäße Entscheidungen zu treffen. In diesem Zusammenhang ist die Widerspruchstheorie durchaus zweckmäßig.
Durch die Verwendung von Hilfsmitteln wie Metakarten und Flipcharts sowie gemeinsame Durchführung in einer Gruppe kann das Schema auch als Methode für Brainstormings genutzt werden.
Da die Widerspruchstheorie unabhängig vom Marxismus angewendet werden kann, hat sie sich in der Volksrepublik China verselbstständigt und wird manchmal sogar von dem materialistischen Flügel der Neukonfuzianer verwendet.